# Mechanische Baumwollspinnerei und -weberei Kempten

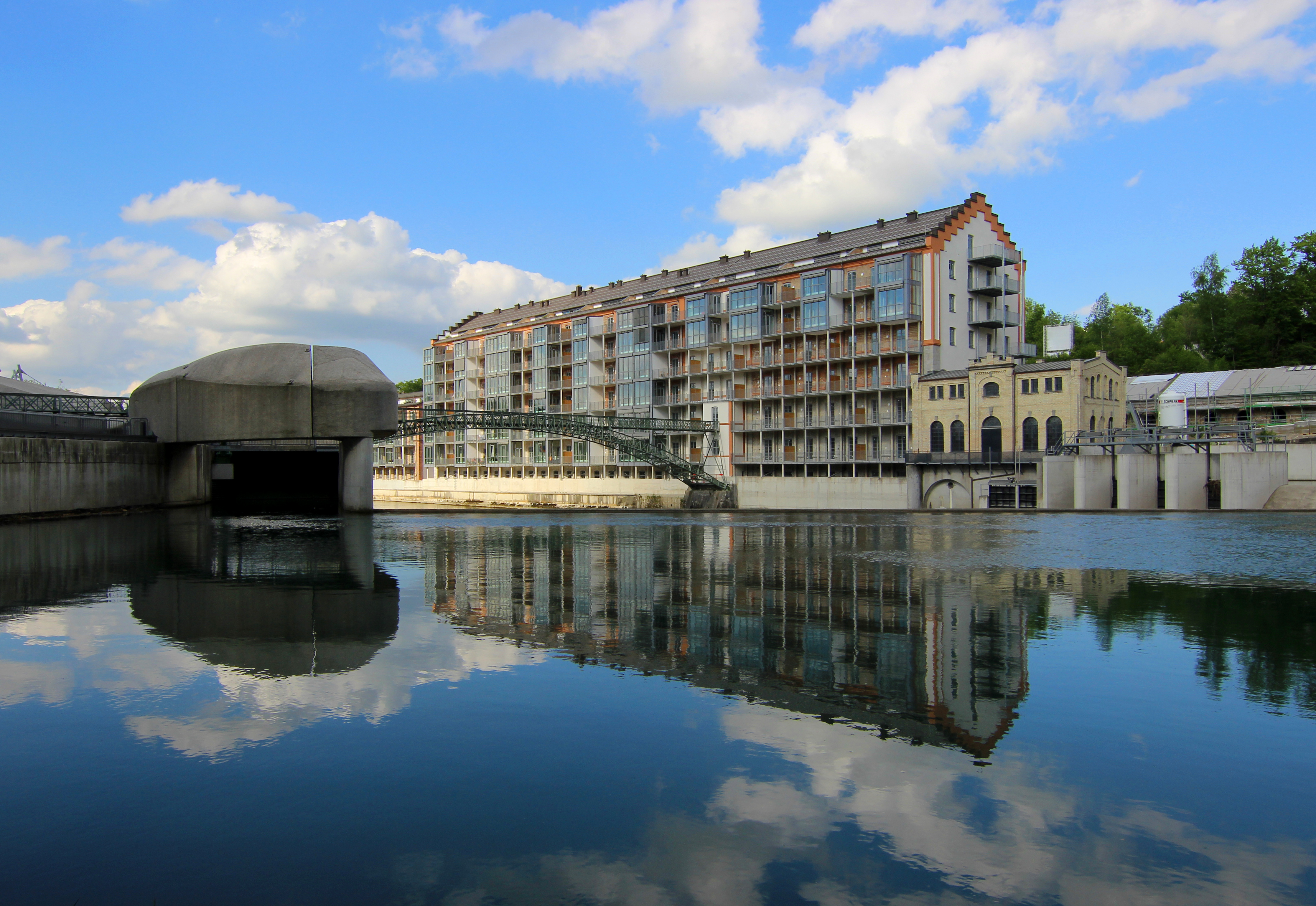
Ziegelbauten auf dem rechten Illerufer

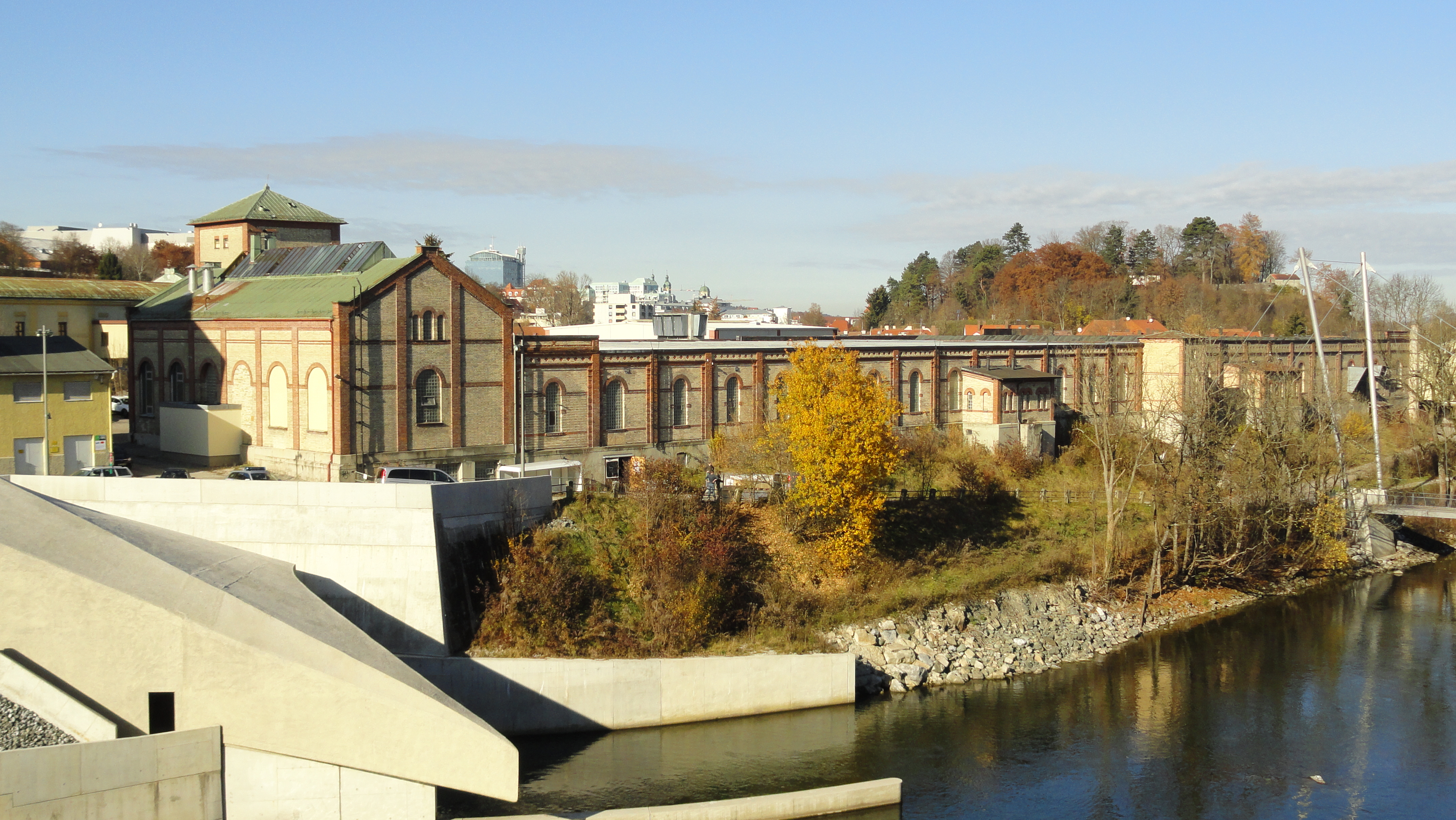
Sheddachhalle auf dem linken Illerufer

Die Mechanische Baumwollspinnerei und -weberei Kempten (auch Rosenau) ist ein historischer, denkmalgeschützter Industriekomplex an der Iller in Kempten (Allgäu). Im Jahr 1922 waren in der Fabrik 1174 Arbeiter und Angestellte beschäftigt.

## Beschreibung und Geschichte

### Anfänge und der Zweite Weltkrieg
Die Fabrikgebäude wurde 1852 rechts der Iller errichtet und 1882 um die Fabrik Sandholz & Söhne links der Iller erweitert. Es handelt sich um langgezogene Ziegelbauten aus Backstein, die mit einer historischen Brücke verbunden sind. Am 4. Mai 1938 wurde der Firmenname geändert in Spinnerei und Weberei Kempten.
In der Zeit des Zweiten Weltkriegs wurden Rüstungsbetriebe hierher verlagert und Zwangsarbeiter beschäftigt. Ab September 1943 wurde das KZ-Außenlager Kempten des KZ Dachau in der sogenannten Sheddachhalle eingerichtet. Mit ca. 100 Häftlingen wurde begonnen, die Textilmaschinen abzubauen und in Kellerräumen einzulagern. Die durchschnittliche Belegung des Außenlagers lag bei 500 Häftlingen. Im April 1944 wurde das Außenlager in die nahe gelegene Tierzuchthalle verlegt. Die Produktion von Zubehörteilen für Jagdflugzeuge im Auftrag der Helmuth Sachse KG (an der die Firma BMW beteiligt war) lief bis zum 25. April 1945. Nach dem Krieg wurden dort deutschstämmige Abgeschobene und Kollaboranten aus den durch das Deutsche Reich okkupierten Ländern vorübergehend einquartiert. Nachdem die Menschen wieder ein neues Heim gefunden hatten, war die Industrieanlage in so einem maroden Zustand, dass die Produktion von Baumwoll-Garnen und -Geweben erst 1949 wieder beginnen konnte.

### Das Ende des Industriestandorts
Aufgrund der Veränderungen in der Textilbranche, vor allem durch die Konkurrenz in Asien, arbeitete das Werk nicht mehr rentabel. Man beendete man die Produktion nach schrittweisen Entlassungen im Jahr 1991/92. Seit 2009/10 kümmerte sich ein Investor um den Umbau des vier- und siebenstöckigen Backsteinbaus zu Wohnungen. Die Stadt Kempten bewarb sich 2011 erfolglos mit der ca. 15.000 m² großen Sheddach-Halle an der Keselstraße beim Wettbewerb für das geplante Museum der Bayerischen Geschichte.

## Wasserkraft

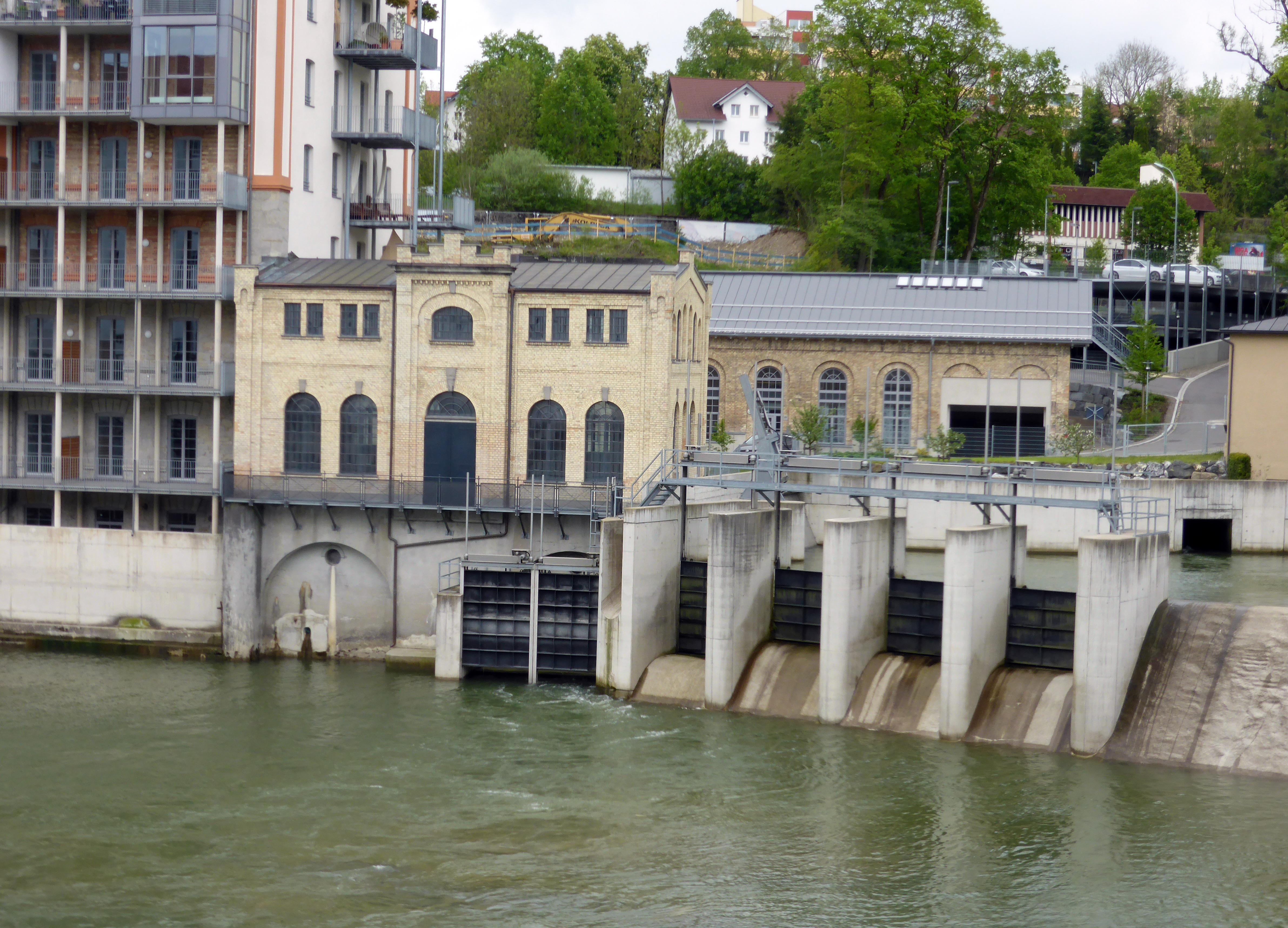
Wasserkraftwerk Füssener Straße

Ein wichtiger Faktor für diesen Standort zur Produktion von Baumwollerzeugnissen stellte die Wasserkraft dar. So baute man dort bereits früh Turbinen für Laufwasserkraftwerke ein, um die Energie für die Produktion zu verwenden. Das heutige Kraftwerk Füssener Straße am rechten Illerufer wurde im Jahr 1926 erbaut und 2011 erneuert. Das in den 1950ern erbaute Wasserkraftwerk am linken Illerufer, wurde durch ein neues, im Jahr 2010 in Betrieb genommenes Kraftwerk ersetzt.

## Umgebung
In der Nähe befinden sich die König-Ludwig-Brücke und die Oberen Illerbrücken, die als Eisenbahnbrücken erbaut wurden. Sie sind gemeinsam mit der Weberei und Spinnerei Symbole der Industrialisierung der Stadt Kempten.